# ATP Challenger Kalkutta
Das ATP Challenger Kalkutta (offizieller Name: State Bank of India ATP Challenger Tour) war ein Tennisturnier in Kalkutta, Indien, das 2014 und 2015 ausgetragen wurde. Schon 1999 und 2000 fand an selber Stelle ein Turnier statt. Es war Teil der ATP Challenger Tour und wurde im Freien auf Hartplatz ausgetragen.

## Liste der Sieger

### Einzel
| Jahr                         | Sieger         | Finalgegner     | Ergebnis      |
| ---------------------------- | -------------- | --------------- | ------------- |
| 2015                         | Radu Albot     | James Duckworth | 7:60, 6:1     |
| 2014                         | Ilija Bozoljac | Jewgeni Donskoi | 6:1, 6:1      |
| 2001–2013: nicht ausgetragen |                |                 |               |
| 2000                         | Tuomas Ketola  | Andy Ram        | 6:1, 6:3      |
| 1999                         | Leander Paes   | Mahesh Bhupathi | 4:6, 6:4, 6:3 |

### Doppel
| Jahr                         | Sieger                                 | Finalgegner                   | Ergebnis         |
| ---------------------------- | -------------------------------------- | ----------------------------- | ---------------- |
| 2015                         | Somdev Devvarman Jeevan Nedunchezhiyan | James Duckworth Luke Saville  | kampflos         |
| 2014                         | Saketh Myneni Sanam Singh              | Divij Sharan Vishnu Vardhan   | 6:3, 3:6, [10:4] |
| 2001–2013: nicht ausgetragen |                                        |                               |                  |
| 2000                         | Andy Ram Nir Welgreen                  | Grégory Carraz Guillaume Marx | 2:1 aufgg.       |
| 1999                         | Noam Behr Eyal Ran                     | Barry Cowan Wesley Whitehouse | 6:4, 6:7, 6:2    |